# Lunapark Sowiński
Lunapark Sowiński – stacjonarne wesołe miasteczko położone we Władysławowie. Jeden z sześciu stacjonarnych lunaparków w Polsce. Otwarty został w 1997 roku, początkowo jedynie z czterema większymi atrakcjami. Od tego czasu jest rozbudowywany. Z powierzchni 2 ha powiększył się do 4 ha. Lunapark Sowiński został uznany za jedną z wiodących atrakcji dla dzieci we Władysławowie.

## Atrakcje

### Kolejki górskie
| # | Nazwa  | Opis |
| - | ------ | --- |
| 1 | Tajfun | Rodzinny coaster wzorowany na Pinfari model Z47. Goście siedzą w 4-osobowych wagonikach. Jedna z czterech najstarszych atrakcji w lunaparku. W 2017 roku wagoniki otrzymały wygląd samochodów wyścigowych. |

### Atrakcje ekstremalne
| # | Nazwa           | Opis |
| - | --------------- | --- |
| 2 | Crazy Tower     | Wieża swobodnego spadku. |
| 3 | Condor          | Pasażerowie siedzą solo w wagonach swobodnie wiszących na obwodzie koła. Gdy koło obraca się, wagoniki wychylają się w bok, aż ustawią się całkiem poziomo. Wtedy koło ustawia się pionowo, przez co pasażerowie chwilami znajdują się do góry nogami.                                                     |
| 4 | Space Loop      | Szeroka platforma, która raz unosząc się, raz opadając, obraca pasażerów do góry nogami nad tryskającą wodą. |
| 5 | Splash Shake    | Na większej platformie są zamontowane cztery mniejsze platformy, do których są przymocowano trzy dwuosobowe gondole. Platformy obracają się z różnymi prędkościami, a każda gondola może obracać się niezależnie wokół własnej osi, dzięki czemu nie można przewidzieć, w którą stronę obróci się wagonik. |
| 6 | Booster         | Ramię z dwiema gondolami po czterech pasażerów każda. |
| 7 | Extreme         | Karuzela typu Wahadło. Wielki maszt przechyla się pod kątem 45 stopni od pionu w obydwie strony. Cztery rzędy siedzeń skierowane do środka tzw. "łapy" obracają się na niej. |
| 8 | Sky Flyer       | Karuzela łańcuchowa na dużej wysokości. Otwarta w 2018 roku. |
| 9 | Bungee Ejection | Katapulta typu Slingshot. Skoczek, wyposażony w uprząż i kask, przymocowany zostaje do podłoża linką alpinistyczną, zostaje wyrzucony na wysokość 20 metrów. |

### Atrakcje wodne
| #  | Nazwa              | Opis |
| -- | ------------------ | --- |
| 10 | Water Zorbing      | Turlanie się w specjalnych kulach po wodzie (tzw. zorbing). |
| 11 | Pływające łabędzie | Rowery wodne stylizowane na łabędzie i kaczki umieszczone w specjalnym basenie. W sezonie 2018 atrakcja została uzupełniona o dziecięce rowery stylizowane na faunę morską. |
| 12 | Canoe              | Dziecięcy tor wodny z gondolami stylizowany na canoe. |

### Atrakcje rodzinne
| #  | Nazwa                               | Opis |
| -- | ----------------------------------- | --- |
| 13 | Młyn widokowy                       | Goście podziwiają widoki z wysokości 25 metrów, siedząc w trzyosobowych gondolach diabelskiego młyna. Jedna z czterech najstarszych atrakcji w lunaparku.                                            |
| 14 | Jaguar                              | Karuzela typu Caterpillar. |
| 15 | Parasolki                           | Pasażerowie zajmują miejsca w 12 dwuosobowych wagonach w kształcie parasolek rozmieszczonych na obwodzie koła. Koło kręci się i lekko przechyla. Jedna z czterech najstarszych atrakcji w lunaparku. |
| 16 | Karuzela wiedeńska                  | Karuzela stylizowana na XIX-wieczny Wiedeń. |
| 17 | Zamek grozy                         | Dwuosobowe wózki stylizowane na straszydła wjeżdżają do pałacu upiorów z efektami specjalnymi. |
| 18 | Gabinet luster                      | Gabinet śmiechu. |
| 19 | Zamek Azteków                       | Wystawa żywych gadów i owadów. |
| 20 | Quady                               | Tor quadowy. |
| 21 | Park linowy z tyrolką               | Park linowy z dwoma trasami: jedna dla dzieci, druga dla dorosłych. |
| 22 | Autodrom                            | Pasażerowie jeżdżą autkami zasilanymi prądem z podłogi i sufitu. |
| 23 | Tor gokartowy                       | Goście prowadzą gokarty po torze. |
| 24 | Krzywy dom                          | Odwrócona do góry nogami chatka. |
| 25 | Hologaleria                         | Wystawa holograficzna. |
| 26 | Zygzak                              | Mini-tor wyścigowy. |
| 27 | Karuzela łańcuchowa                 | Dziecięca karuzela łańcuchowa w kształcie tropikalnej palmy zamieszkałej przez rajskie ptaki. Otwarta w sezonie 2018.                                                                                |
| 28 | Circus                              | Dziecięca kolejka elektryczna otoczona wystrojem w stylu cyrkowym. |
| 29 | Salon gier                          | Salon automatów do gier. |
| 30 | Ciuchcia                            | Kolejka elektryczna w kształcie lokomotywy. |
| 31 | Dzikie konie                        | Przejażdżka na mechanicznych koniach. |
| 32 | Madagascar (dawniej Safari, Konwój) | Dziecięca kolejka elektryczna stylizowana na przejażdżkę safari. W sezonie 2018 roku otrzymał tematyzację na podstawie bohaterów z serii filmowej Madagaskar.                                        |
| 33 | Słoniki                             | Karuzela łańcuchowa stylizowana na słonie. |
| 34 | Filiżanki tulipanki                 | Karuzela z wagonikami w kształcie kwiatów z owadami. Otwarta w sezonie 2018. |
| 35 | Filiżanki                           | Kryta karuzela z wagonikami w kształcie porcelanowych filiżanek. |
| 36 | Strzelnica                          | Loterie i gry, w których można zdobyć nagrody. |
| 37 | Loteria fantowa                     | Loterie i gry, w których można zdobyć nagrody. |
| 38 | Kaczusie                            | Kolejka elektryczna stylizowana w kształcie kaczek. Otwarta w sezonie 2018. |